# Polyommatus mofidii
Polyommatus mofidii is een vlinder uit de familie van de Lycaenidae. De wetenschappelijke naam van de soort is voor het eerst gepubliceerd in 1963 door Hubert de Lesse.